# Albosaggia
Albosaggia is een gemeente in de Italiaanse provincie Sondrio (regio Lombardije) en telt 3135 inwoners (31-12-2004). De oppervlakte bedraagt 34,3 km², de bevolkingsdichtheid is 91 inwoners per km².

## Demografie
Albosaggia telt ongeveer 1331 huishoudens. Het aantal inwoners steeg in de periode 1991-2001 met 0,3% volgens cijfers uit de tienjaarlijkse volkstellingen van ISTAT.
| Jaar | Inwoneraantal |
| ---- | ------------- |
| 1991 | 3074          |
| 2001 | 3084          |

## Geografie
De gemeente ligt op ongeveer 490 m boven zeeniveau.
Albosaggia grenst aan de volgende gemeenten: Caiolo, Castione Andevenno, Faedo Valtellino, Montagna in Valtellina, Piateda, Sondrio.